# Jarogniew Drwęski
Jarogniew Mikołaj Drwęski herbu Gozdawa (ur. 6 grudnia 1875 w Glinnie, zm. 14 września 1921 w Poznaniu) – polski prawnik, działacz narodowy i społeczny w Wielkopolsce. Prezydent Poznania (w latach 1919–1921).

## Życiorys
Urodził się 6 grudnia 1875 w rodzinnym majątku w Glinnie koło Wągrowca jako syn Kazimierza Rocha Sebastiana Drwęskiego i Klaudii Nepomuceny ze Skoroszewskich herbu Awdaniec. Pochodził ze szlacheckiej rodziny ziemiańskiej pieczętującej się herbem Gozdawa.
W 1895 zdał maturę w Gimnazjum św. Marii Magdaleny w Poznaniu. Pełnił tam funkcję prezesa Towarzystwa Tomasza Zana. Następnie ukończył studia prawniczo-ekonomiczne na berlińskim uniwersytecie. W latach 1899–1903 odbywał praktykę sądową w Poznaniu, a po jej zakończeniu otworzył tu w 1904 kancelarię adwokacką, którą prowadził do 1918. W tym okresie należał do Związku Narodowego, był prezesem Związku Kół Śpiewaczych, a także pisał artykuły z zakresu kultury do „Przeglądu Poznańskiego” i „Przeglądu Wielkopolskiego”.
W latach 1904–1905 oraz 1915–1918 sprawował urząd członka Rady Miejskiej Poznania. W 1914 wszedł w skład konspiracyjnego organu będącego „gabinetem cieni” tejże Rady. W 1918 organ ten ujawnił się jako Rada Ludowa miasta Poznania. W dniu 11 listopada 1918, na wniosek Naczelnej Rady Ludowej, został mianowany przez Wydział Wykonawczy Rady Robotników i Żołnierzy pierwszym polskim nadburmistrzem Poznania, a wyłoniona w marcu 1919 polska Rada Miasta powierzyła mu 17 kwietnia 1919 stanowisko prezydenta Poznania. Sprawując ten urząd energicznie doprowadził do spolszczenia aparatu urzędniczego. Następnie, 9 stycznia 1919 zorganizował Główny Urząd Żywnościowy, który sprawnie usunął braki w zaopatrzeniu ludności cywilnej miast. Dzięki staraniom Jarogniewa Drwęskiego uruchomiono 17 sierpnia 1919 Operę Poznańską, również z jego inicjatywy miasto przejęło Bibliotekę Raczyńskich i Teatr Polski. Jego inicjatywy robót publicznych doprowadziły również do zmniejszenia bezrobocia. Jego projektem były również Targi Krajowe, które odbyły się w maju 1921. Dały one początek Międzynarodowym Targom Poznańskim. Doprowadził również do powstania Związku Miast Polskich, którego był pierwszym prezesem. Jego kolejnym osiągnięciem był pierwszy projekt polskiej ordynacji miejskiej, która odegrała bardzo znaczącą rolę w unifikacji norm prawa miejskiego w Polsce. Na ten okres przypada również jego prezesura Towarzystwa Prawno-Ekonomicznego w Poznaniu oraz członkostwo w zespole redakcyjnym „Przeglądu Prawno-Ekonomicznego”.
Jarogniew Drwęski działał również w dziedzinie sportu. Był organizatorem Klubu Wioślarskiego 04, Bractwa Strzeleckiego oraz Aeroklubu Polskiego w Poznaniu, którego prezesem został w październiku 1919 roku. W 1921 roku zachorował na dyzenterię, wskutek czego zmarł 14 września w Poznaniu. Pochowano go na cmentarzu Zasłużonych Wielkopolan na Wzgórzu św. Wojciecha.

## Rodzina
W dniu 18 kwietnia 1907 w Poznaniu wziął ślub cywilny z Izabelą Bogumiłą Amrogowicz, dwa dni później w kościele św. Marcina ślub kościelny. Mieli synów: Antoniego Józefa (1908–1994) Jerzego (1911–1995) i Aleksandra Jarogniewa (1921–1938).

## Upamiętnienie
W Poznaniu istnieje Park Izabeli i Jarogniewa Drwęskich. Nazwę nadano mu w 2003. W Poznaniu w dzielnicy Podolany znajduje się ulica jego imienia. 
W 100 rocznicę śmierci Drwęskiego Sejm przyjął uchwałę go upamiętniającą. 
W dniu 27 kwietnia 2019 był bohaterem wykładu (wraz z żoną) wygłoszonego przez Alinę Kucharską i Ewę Tomaszewską, zorganizowanego w Muzeum Archidiecezjalnym na Ostrowie Tumskim w Poznaniu. Wykład zorganizowano w ramach cyklu „Zapomniani Wielkopolanie”.  

## Galeria

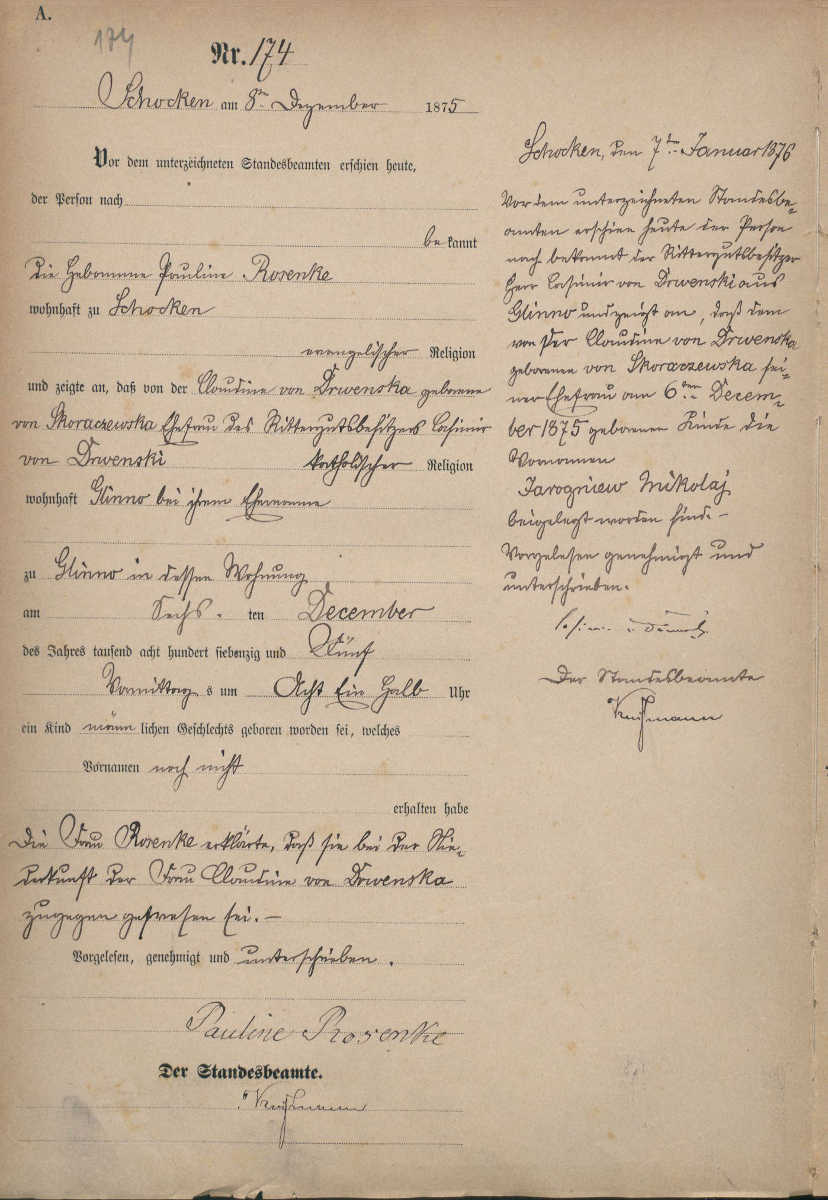
Akt urodzenia Jarogniewa Drwęskiego
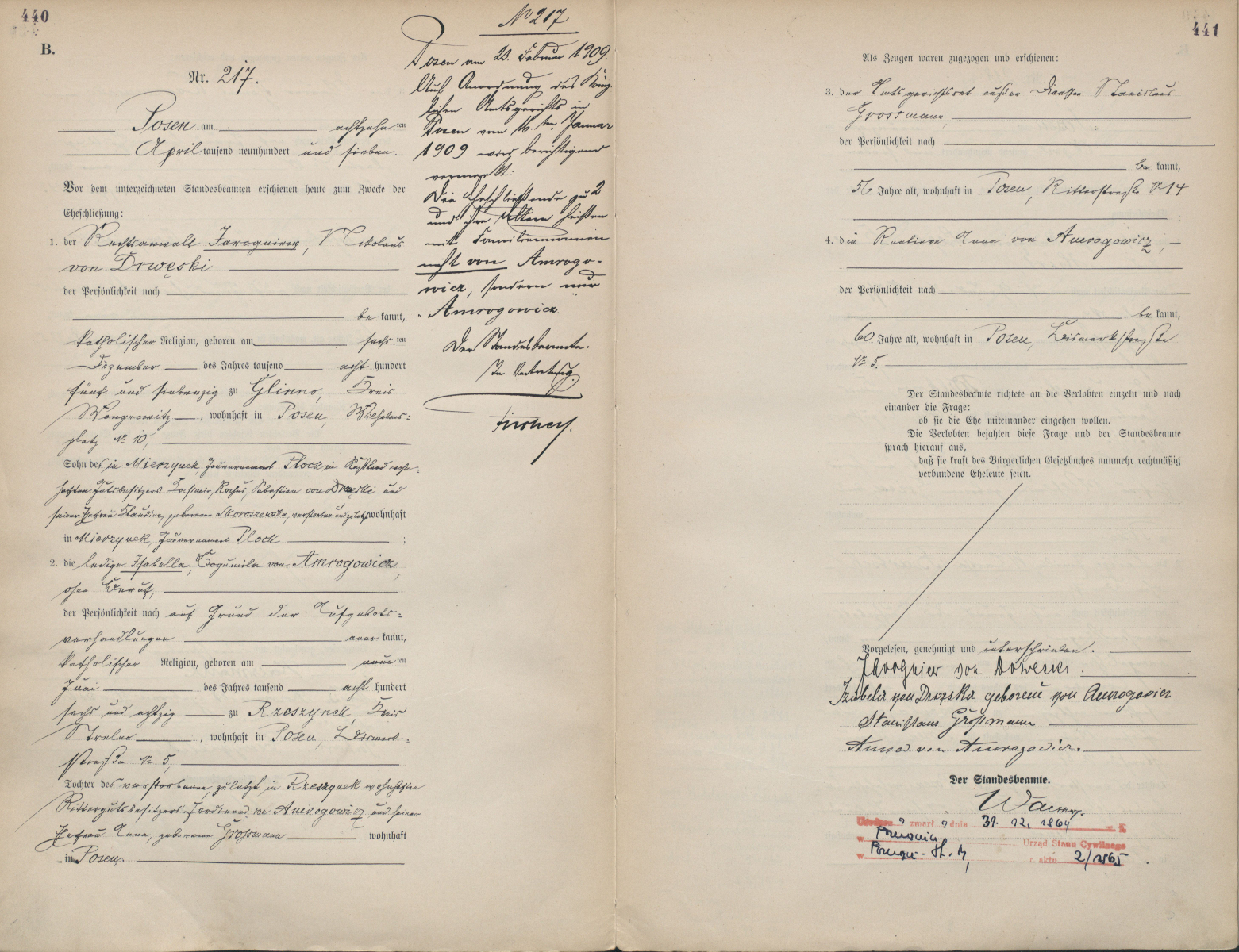
Akt ślubu Jarogniewa Drwęskiego i Izabeli Amrogowicz
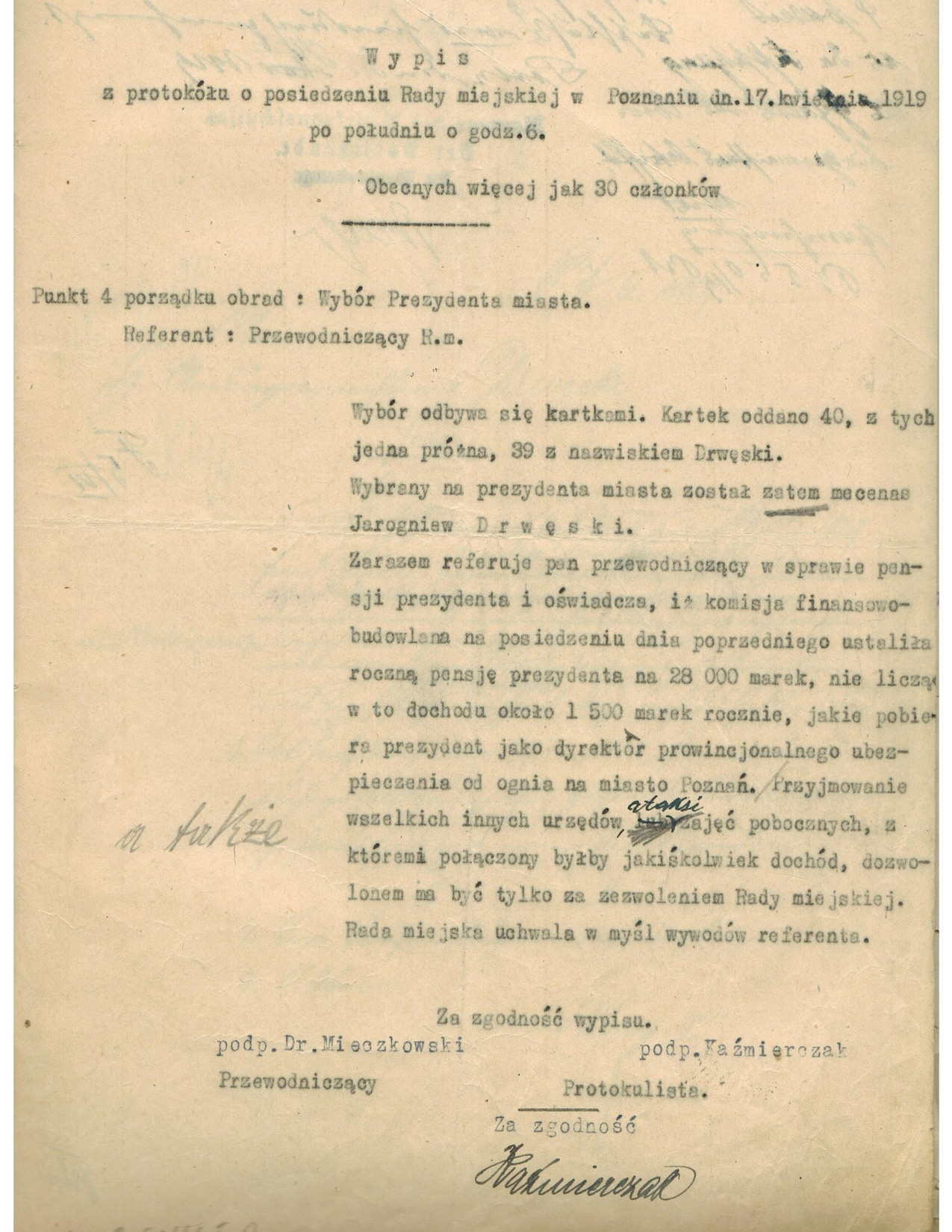
Wypis z protokołu posiedzenia Rady Miejskiej w Poznaniu dotyczący wyboru Prezydenta miasta 17 kwietnia 1919 r. (miejsce przechowywania: Archiwum Państwowe w Poznaniu)
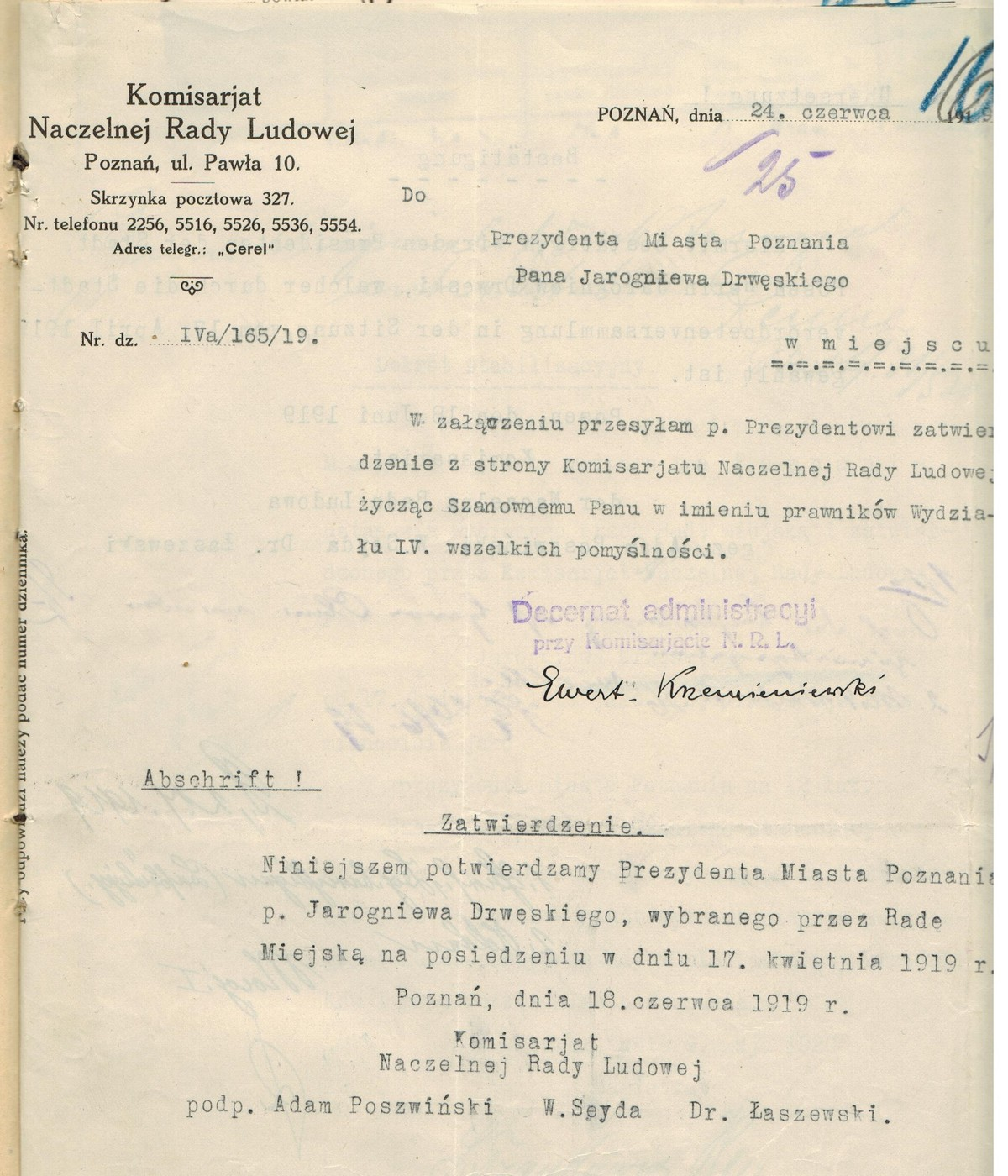
Komisariat Naczelnej Rady Ludowej zatwierdza Jarogniewa Drwęskiego na Prezydenta Miasta Poznania 24 czerwca 1919 r. (miejsce przechowywania: Archiwum Państwowe w Poznaniu)